# 瑪利歐與音速小子在北京奧林匹克運動會
《瑪利歐和音速小子在北京奧林匹克運動會》，是由世嘉日本体育研发部门开发的运动游戏。游戏在日本由任天堂出版，而在北美、欧洲及其他地方由世嘉发行。该游戏由国际奥委会（IOC）通过国际体育多媒体正式独家授权。该游戏是第一次正式的融合了马里奥系列与索尼克系列中的角色。游戏于2007年11月在Wii平台发布并在2008年1月于掌机任天堂DS平台发布，其是2008年夏季奥运会的第一个官方电子游戏。
Wii和DS平台的《瑪利歐與音速小子》集合了奥运会的二十四个项目。玩家可以扮演任天堂或世嘉的角色，并在这些项目中和其他角色竞争。玩家可以使用Wii遥控器来模拟现实生活中的运动动作，如划桨。而在DS版本中则利用触屏笔和按钮进行控制。两个版本的游戏都严格遵照了对应体育项目的规则及条例。世嘉采纳国际奥委会促进体育精神的任务，并渴望年轻人通过使用它的角色来激起对奥运会的兴趣。由于上述内容可以为奥运会提供竞争的体育氛围，世嘉在得到任天堂的许可后也使用了马里奥的角色。刺猬索尼克是世嘉在1990年代初，为了和任天堂的旗舰角色马里奥的吉祥物竞争，而发布的电子游戏角色。
总的来说，评论家称赞Wii游戏的多人互动和两个版本的各种赛事。然而，评论家批评Wii版不够简单，而DS版本则不支持玩家之间的互动。Wii版本在莱比锡游戏展上被授予“2007年最佳Wii游戏”。两个版本的游戏销售量超过1000万份，此后也發展為按奧運年度定期推出的电子体育游戏系列，續作中不僅夏季，也有著冬季奧運的版本。
游戏曾由神游科技进行中文化并计划配合中国大陆行货版Wii发售，但是行货Wii最终取消，本作的中文化计划最终也搁浅。

## 评价

### 销售
《瑪利歐與音速小子在北京奧林匹克運動會》在商业上取得成功。在发行后的首个几个月内，游戏在英国的四个不同场合中都处于最畅销的游戏。